# Palpimanus paroculus
Palpimanus paroculus är en spindelart som beskrevs av Simon 1910. Palpimanus paroculus ingår i släktet Palpimanus och familjen Palpimanidae. Inga underarter finns listade i Catalogue of Life.